# Sergei Wassiljewitsch Kudinow
Sergei Wassiljewitsch Kudinow (russisch Сергей Васильевич Кудинов; * 29. Juni 1991 in Astrachan) ist ein russischer Handballspieler.

## Karriere

### Verein
Sergei Kudinow ist der Sohn des 2017 verstorbenen zweifachen Handball-Olympiasiegers Wassili Kudinow. Als Kind lernte Sergei das Handballspielen daher bei den Nachwuchsmannschaften der Vereine, für die sein Vater als Profi aktiv war. Dies waren US Ivry HB in Frankreich, der VfL Hameln und der SC Magdeburg in Deutschland und ab 2001 Sarja Kaspija Astrachan in seiner Geburtsstadt. Ab 2009 stand der 1,95 m große linke Rückraumspieler im Aufgebot der ersten Männermannschaft in der russischen Super League. Mit Astrachan nahm er 2009/10 und 2010/11 am EHF-Pokal teil. Seit Sommer 2014 steht er beim französischen Verein C’ Chartres Métropole Handball, bis 2018 „Chartres MHB 28“, unter Vertrag. 2015 gelang der Aufstieg in die erste französische Liga, die Ligue Nationale de Handball (LNH). Nach einer Saison musste Chartres wieder absteigen. Seit 2019 spielt die Mannschaft wieder in der höchsten Klasse.

### Nationalmannschaft
Mit der russischen Nationalmannschaft nahm Kudinow an der Europameisterschaft 2014 (9. Platz), an der Weltmeisterschaft 2015 (19. Platz) und an der Weltmeisterschaft 2021 (14. Platz) teil.

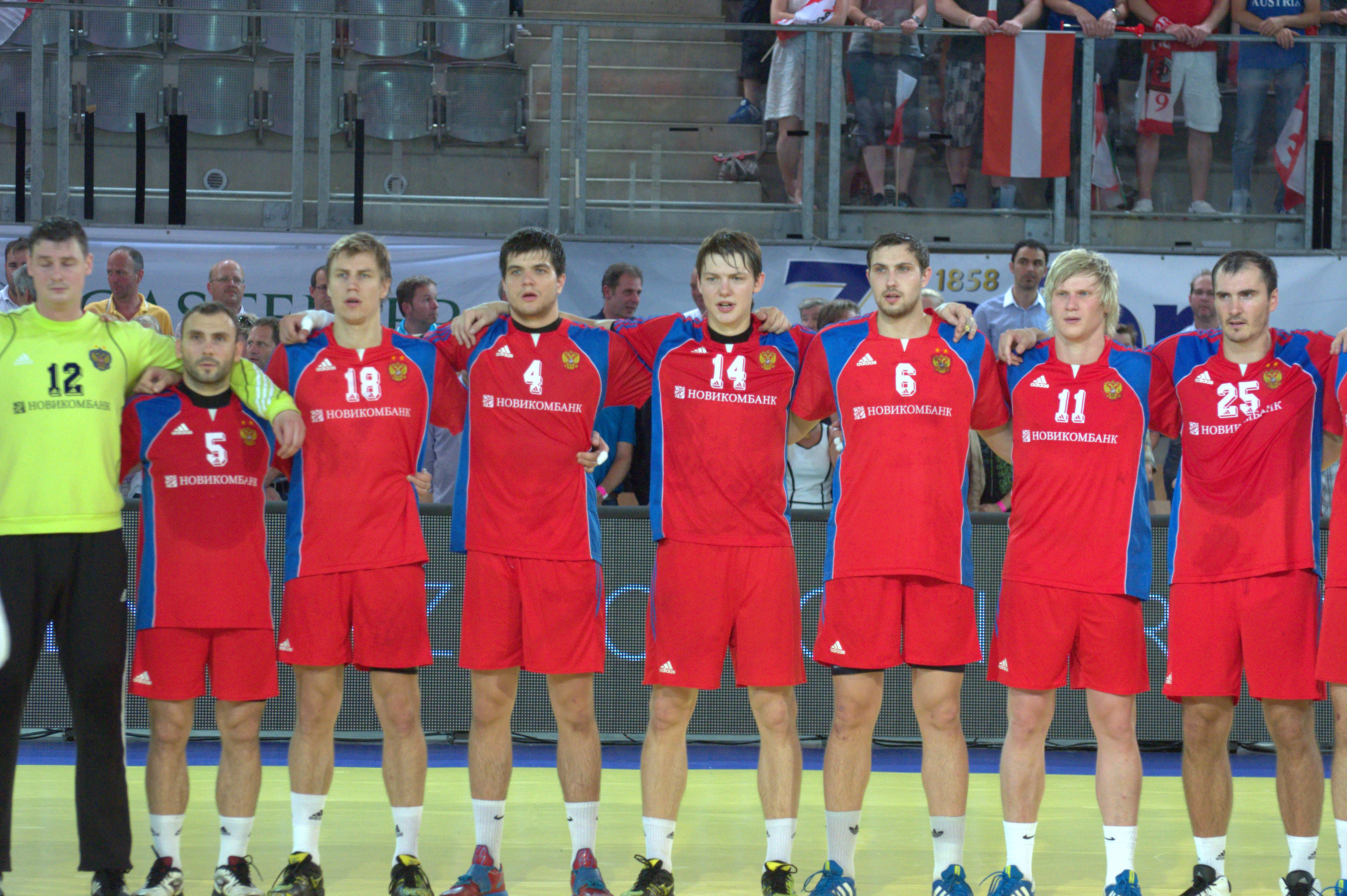
Sergei Kudinow (Nr. 4) bei der russischen Nationalmannschaft (2013)